# Nina Jönsson
Nina Katriina Jönsson, född 30 november 1965 i Helsingfors, Finland, är en sverigefinländsk företagsledare som är VD för Ica Gruppen sedan 2023.

## Biografi
Nina Jönsson var verkställande direktör för Plantagen. Jönsson tillträde 2023 som verkställande direktör för ICA Gruppen och efterträdde Per Strömberg.